# Достопочтеното шимпанзе
„Достопочтеното шимпанзе“ (на английски: The right honourable chimpanzee) е роман от Георги Марков, написан в съавторство с Дейвид Филипс на английски и излязъл от печат след смъртта на писателя. На български език излиза едва през 2009 г. в превод на Надежда Тороманова от изд. „Балкани“.
Причината за написването на този роман от Георги Марков е от една страна желанието му да се наложи и като англоезичен автор и неговото разочарование от лицемерието на западната демокрация („много здраве от пробитата шапка на демокрацията“). В писмо до Димитър Бочев от 1977 г. той пише за намерението си да напише два романа като желание да покаже себе си като творец без зависимости:
| „ | Все повече ме смайва впечатлението, че истинската болест на нашето време не е нито комунизмът, нито капитализмът, нито тероризмът, нито каквито и да са революционни и контрареволюционни евангелия, а главно (може би дори единствено) това мръсничко, подличко, егоистично добре маскирано, добре гарнирано чувство да си осигуриш твоето живуркане, като се присламчиш към някой октопод, който има нужда от тебе да му чистиш пипалата. | “ |